# Cornlea (Nebraska)
Cornlea es una villa ubicada en el condado de Platte en el estado estadounidense de Nebraska. En el Censo de 2010 tenía una población de 36 habitantes y una densidad poblacional de 151,08 personas por km².

## Geografía
Cornlea se encuentra ubicada en las coordenadas 41°40′48″N 97°34′1″O / 41.68000, -97.56694. Según la Oficina del Censo de los Estados Unidos, Cornlea tiene una superficie total de 0.24 km², de la cual 0.24 km² corresponden a tierra firme y (0%) 0 km² es agua.

## Demografía
Según el censo de 2010, había 36 personas residiendo en Cornlea. La densidad de población era de 151,08 hab./km². De los 36 habitantes, Cornlea estaba compuesto por el 91.67% blancos, el 8.33% eran afroamericanos, el 0% eran amerindios, el 0% eran asiáticos, el 0% eran isleños del Pacífico, el 0% eran de otras razas y el 0% pertenecían a dos o más razas. Del total de la población el 0% eran hispanos o latinos de cualquier raza.